# Тритшер, Бернхард
Бернхард Тритшер (нем. Bernhard Tritscher; род. 25 апреля 1988 года, Целль-ам-Зе) — австрийский лыжник, участник Олимпийских игр в Сочи. Наиболее удачно выступает в спринтерских гонках.
В Кубке мира Тритшер дебютировал 14 марта 2010 года, в декабре того же года первый раз попал в десятку лучших на этапах Кубка мира, в командном спринте. Всего имеет на своём счету 3 попадания в десятку лучших на этапах Кубка мира, 1 в личном спринте и 2 в командном. Лучшим достижением Тритшера в общем итоговом зачёте Кубка мира является 63-е место в сезоне 2012/13.
На Олимпийских играх 2014 года в Сочи занял 7-е место в спринте и 24-е место в масс-старте на 50 км. 
За свою карьеру принимал участие в двух чемпионатах мира, лучший результат 7-е место в командном спринте на чемпионате мира 2013 года, а в личных гонках 21-е место в спринте на чемпионате мира 2011 года.
Использует лыжи и ботинки производства фирмы Fischer.